# Apeiba intermedia
Apeiba intermedia é uma espécie de angiospérmica da família Tiliaceae.
Apenas pode ser encontrada no Suriname.